# Congresso Continental

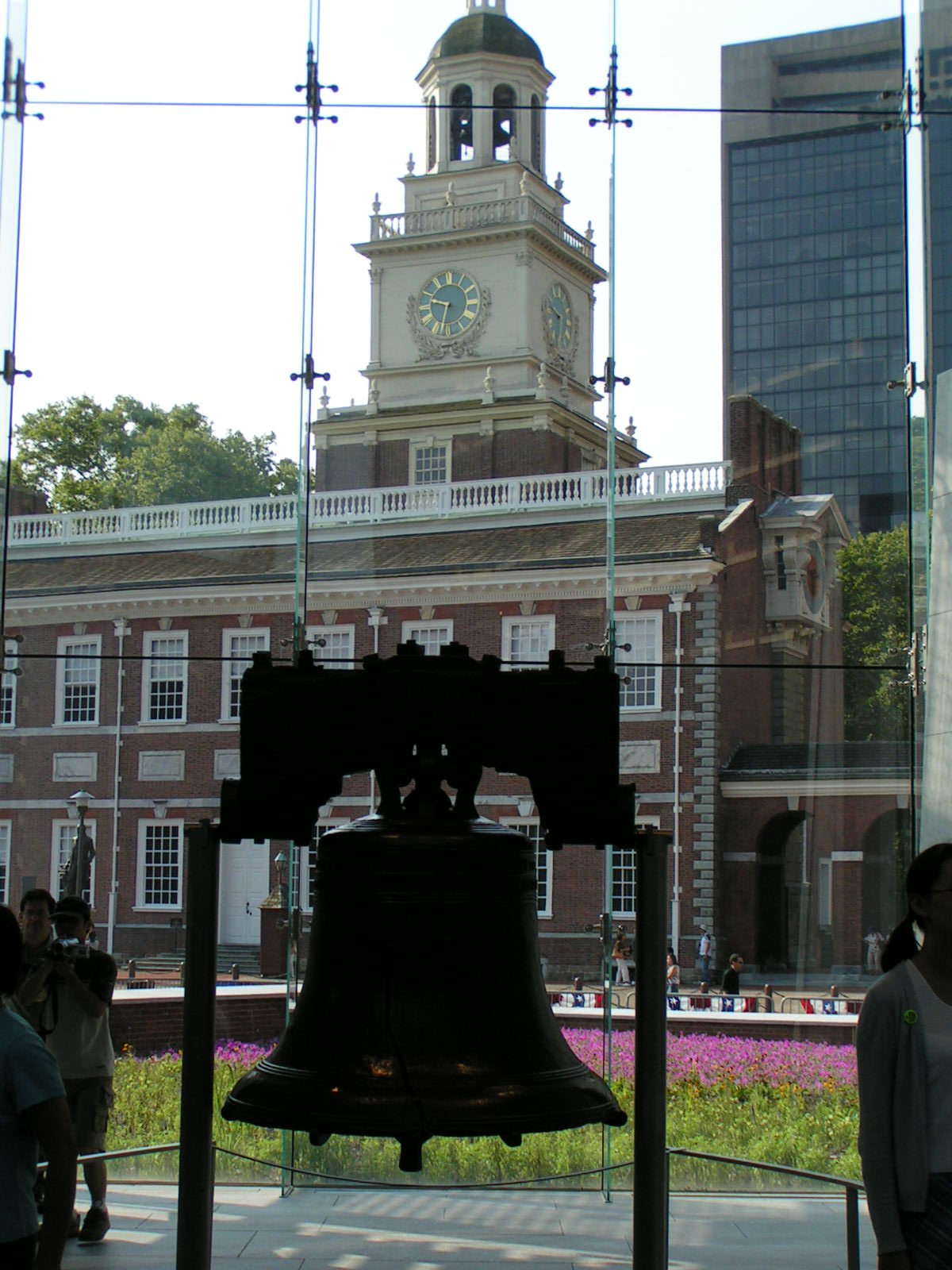
O Liberty Bell, na Filadélfia, um dos símbolos da Revolução Americana de 1776.

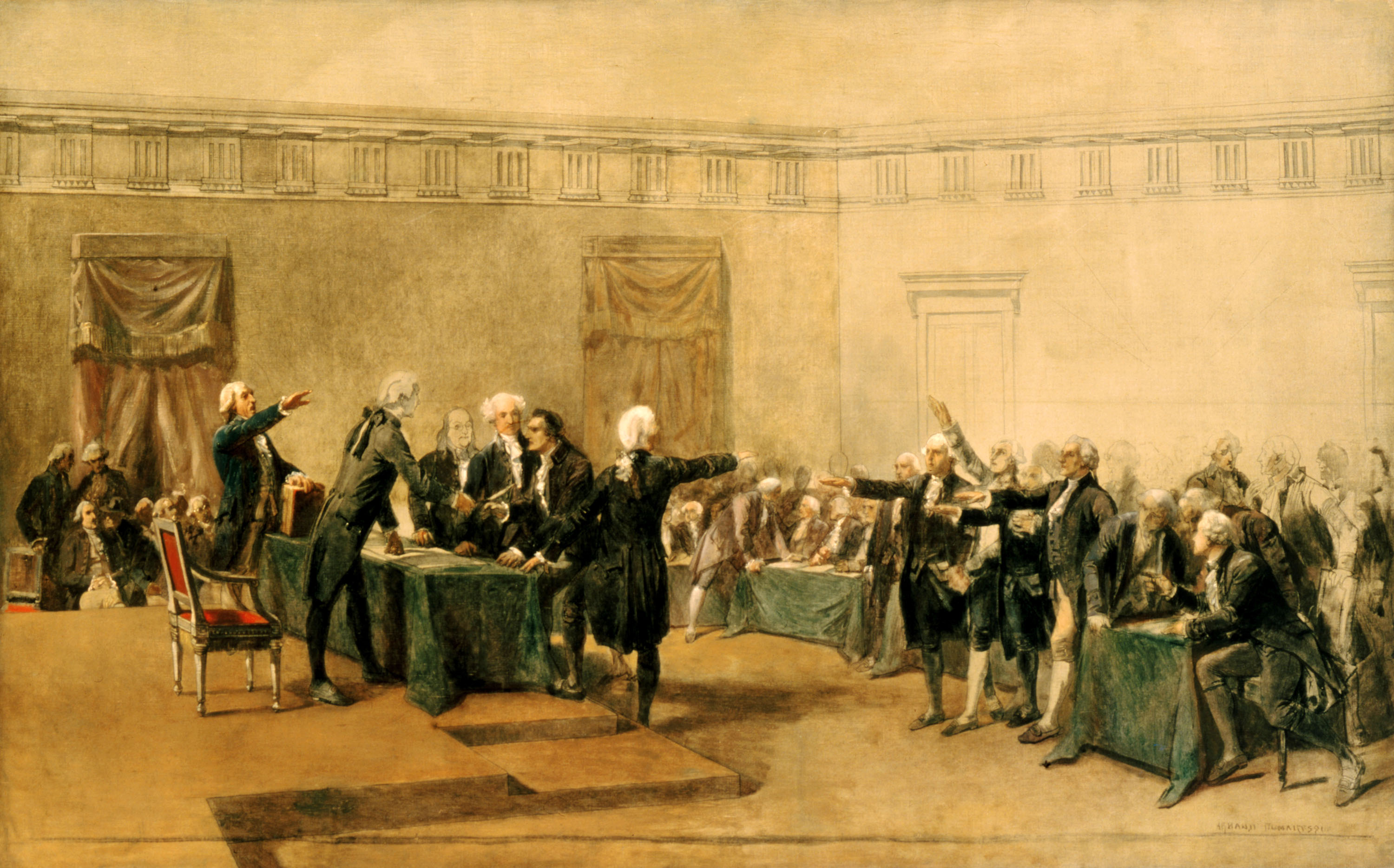
Assinatura da Declaração de Independência, retrato de Charles Édouard Armand-Dumaresq

O Congresso Continental foi uma série de órgãos legislativos, com algumas funções executivas, das Treze Colônias da Grã-Bretanha na América do Norte, e dos recém-declarados Estados Unidos antes, durante e após a Guerra de Independência dos Estados Unidos. O termo Congresso Continental refere-se tanto ao Primeiro Congresso Continental quanto ao Segundo Congresso Continental, entre 1774 e 1781, e na época também designava o Congresso da Confederação, de 1781 a 1789. O Congresso da Confederação operou como o primeiro governo federal até ser substituído após a ratificação da Constituição dos Estados Unidos. Até 1785, o Congresso reuniu-se predominantemente no que hoje é o Salão da Independência, na Filadélfia, embora tenha sido temporariamente transferido em diversas ocasiões durante a Guerra de Independência e a Campanha da Filadélfia.
O Primeiro Congresso Continental reuniu-se na Filadélfia em 1774 em resposta ao aumento das tensões entre as colônias e os britânicos, que culminaram com a promulgação dos Atos Intoleráveis pelo Parlamento Britânico, após a Festa do Chá de Boston. O Primeiro Congresso reuniu-se por cerca de seis semanas, com o objetivo principal de tentar reparar a relação desgastada entre a Grã-Bretanha e as colônias, ao mesmo tempo em que afirmava os direitos dos colonos, proclamava e aprovava a Associação Continental, um embargo comercial unificado contra a Grã-Bretanha, e construía com sucesso um consenso para a realização de um segundo congresso. O Segundo Congresso Continental foi convocado em 1775, logo após o início das hostilidades em Massachusetts. Pouco depois de se reunir, o Segundo Congresso enviou a Petição do Ramo de Oliveira ao rei Jorge III, estabeleceu o Exército Continental e elegeu George Washington como comandante do novo exército. Após o rei emitir a Proclamação de Rebelião em agosto de 1775, em resposta à Batalha de Bunker Hill, alguns membros do Segundo Congresso concluíram que a paz com a Grã-Bretanha não seria possível, e começaram a trabalhar na unificação das colônias em uma nova nação. O órgão adotou a Resolução de Lee pela Independência em 2 de julho de 1776, e a Declaração de Independência dos Estados Unidos dois dias depois, em 4 de julho de 1776, proclamando que as antigas colônias eram agora estados soberanos independentes.
O Segundo Congresso Continental atuou como governo provisório dos Estados Unidos durante a maior parte da Guerra de Independência. Em março de 1781, entrou em vigor a primeira estrutura de governo da nação, os Artigos da Confederação e da União Perpétua, e assim o órgão passou a ser chamado posteriormente de Congresso da Confederação. Este órgão unicameral reuniu-se em oito sessões antes de ser encerrado em 1789, quando o 1.º Congresso dos Estados Unidos, sob a nova Constituição dos Estados Unidos, assumiu o papel de ramo legislativo do governo nacional.
Tanto o Primeiro quanto o Segundo Congresso Continental reuniram-se na Filadélfia, embora, quando a cidade foi capturada durante a Guerra de Independência, o Segundo Congresso tenha sido forçado a reunir-se temporariamente em outros locais. O Congresso da Confederação também foi estabelecido na Filadélfia, mas posteriormente transferiu-se para Cidade de Nova Iorque, que serviu como capital dos EUA de 1785 a 1790.
Grande parte do que se sabe hoje sobre as atividades diárias desses congressos vem dos diários mantidos pelo secretário dos três congressos, Charles Thomson. Impressos na época, os Jornais do Congresso Continental contêm os documentos oficiais congressuais, cartas, tratados, relatórios e registros. Os delegados aos congressos Continental e da Confederação possuíam vasta experiência em assembleias deliberativas, com "um total acumulado de quase 500 anos de experiência em suas assembleias coloniais, sendo que uma dúzia deles já havia servido como presidentes das câmaras de suas legislaturas."

## Linha do tempo
Fonte: 
1774
- 5 de setembro: O Primeiro Congresso Continental se reúne no Carpenter's Hall da Filadélfia
- 14 de outubro: Declaração e resoluções do Primeiro Congresso Continental são adotadas
- 18 de outubro: Associação Continental é adotada
- 25 de outubro: Primeira petição ao rei é assinada
- 26 de outubro: O Congresso é encerrado, resolvendo se reunir novamente em maio seguinte, se as queixas não forem corrigidas

1775
- 19 de abril: A guerra começa nas Batalhas de Lexington e Concord
- 10 de maio: O Segundo Congresso Continental se reúne na State House da Filadélfia
- 14 de junho: O Congresso estabelece o Exército Continental
- 15 de junho: O Congresso nomeia um de seus membros, George Washington, como comandante do Exército Continental
- 1º de julho: O rei George III se dirige ao Parlamento, afirmando que eles "colocarão um fim rápido" à rebelião
- 6 de julho: Aprovada a Declaração das Causas e Necessidade de Pegar em Armas
- 8 de julho: A segunda petição ao rei (a Petição do Ramo de Oliveira) é assinada e enviada a Londres
- 23 de agosto: Em sua Proclamação de Rebelião (oficialmente intitulada "Uma Proclamação para Suprimir a Rebelião e a Sedição"), o rei George III declara elementos das colônias americanas em "rebelião aberta e declarada" e ordena que os funcionários do Império Britânico "usem seus maiores esforços para resistir e suprimir tal rebelião"
- 13 de outubro: Congresso estabelece a Marinha Continental
- 10 de novembro: Congresso estabelece os Fuzileiros Navais Continentais

1776
- 10 de janeiro: Thomas Paine publica Common Sense
- 7 de junho: Richard Henry Lee, da Virgínia, apresenta uma resolução de três partes ao Congresso, pedindo ao Congresso que declare independência, forme alianças estrangeiras e prepare um plano de confederação colonial
- 10 de junho: O Congresso vota em 10 de junho para adiar a discussão da resolução de Lee por três semanas para dar tempo para os delegados conferenciarem com suas assembleias estaduais
- 11 de junho: O Congresso nomeia um "Comitê dos Cinco", Thomas Jefferson da Virgínia, John Adams de Massachusetts, Benjamin Franklin da Pensilvânia, Roger Sherman de Connecticut e Robert R. Livingston de Nova York, para redigir uma declaração justificando a independência.
- 12 de junho: O Congresso nomeia um Comitê de Treze para redigir uma constituição para uma união dos estados
- 2 de julho: A Resolução Lee (também conhecida como "A Resolução pela Independência"), afirmando a independência das 13 colônias da Grã-Bretanha, é adotada
- 4 de julho: O texto final da Declaração de Independência é adotado
- 12 de julho: John Dickinson apresenta o projeto de constituição do Comitê dos Treze ao Congresso
- 2 de agosto: Delegados assinam uma cópia absorvida da Declaração de Independência
- 12 de dezembro: Congresso é suspenso para se mudar para Baltimore, Maryland
- 20 de dezembro: O Congresso se reúne em Baltimore na Henry Fite House

1777
- 27 de fevereiro: Congresso é suspenso para retornar à Filadélfia
- 4 de março: O Congresso se reúne novamente na State House da Filadélfia
- 14 de junho: A Resolução da Bandeira, definindo o desenho da bandeira dos Estados Unidos da América, é adotada
- 18 de setembro: Congresso é suspenso para se mudar para Lancaster, Pensilvânia
- 27 de setembro: O Congresso se reúne por um dia em Lancaster, no Tribunal
- 30 de setembro: O Congresso se reúne novamente em York, Pensilvânia, no Tribunal
- 15 de novembro: O texto final dos Artigos da Confederação é aprovado e enviado aos estados para ratificação

1778
- 27 de junho: Congresso é suspenso para retornar à Filadélfia
- 2 de julho: O Congresso se reúne novamente na Filadélfia, primeiro no College Hall, depois na State House

1780
- 15 de janeiro: O Congresso estabelece o Tribunal de Apelações em Casos de Captura

1781
- 1º de março: Tendo sido ratificados por todos os 13 estados, os Artigos da Confederação entram em vigor; O Congresso Continental torna-se o Congresso da Confederação
- 26 de maio: Plano proposto por Robert Morris para estabelecer o Banco da América do Norte aprovado pelo Congresso
- 17 de outubro: Rendição de Cornwallis em Yorktown, Virgínia
- 31 de dezembro: Banco da América do Norte fretado pelo Congresso

1783
- 21 de junho: O motim da Pensilvânia de 1783 força o congresso a fugir da Filadélfia.
- 30 de junho: O Congresso se reúne novamente em Princeton, Nova Jersey, primeiro em uma casa chamada "Prospect", depois em Nassau Hall
- 4 de novembro: Congresso é suspenso para se mudar para Annapolis, Maryland
- 26 de novembro: O Congresso se reúne novamente em Annapolis, na State House
- 23 de dezembro: George Washington renuncia ao Exército

1784
- 14 de janeiro: Ratificação do Tratado de Paris
- 7 de maio: Thomas Jefferson é nomeado ministro da França
- 19 de agosto: Congresso é suspenso para se mudar para Trenton, Nova Jersey
- 1º de novembro: O Congresso se reúne novamente em Trenton, na French Arms Tavern
- 24 de dezembro: Congresso é suspenso para se mudar para a cidade de Nova York

1785
- 11 de janeiro: O Congresso se reúne novamente na cidade de Nova York, primeiro na Prefeitura, depois na Fraunces Tavern
- 25 a 28 de março: Conferência Maryland-Virgínia realizada em Mount Vernon
- 28 de março: Mount Vernon Compact é assinado entre Maryland e Virgínia cobrindo o uso do rio Potomac

1786
- 29 de agosto: Começa a Rebelião de Shays
- 11 a 14 de setembro: Convenção de Annapolis de 1786 realizada; Os delegados emitem um relatório convocando outra reunião na primavera com delegados de todos os estados

1787
- 21 de fevereiro: O Congresso convoca uma convenção constitucional "com o único e expresso propósito de revisar os Artigos da Confederação e relatar ao Congresso e às várias legislaturas tais alterações e disposições neles contidas e, quando acordadas no Congresso e confirmadas pelos Estados, tornam a Constituição Federal adequada às exigências do Governo e à preservação da União"
- 25 de maio: Convenção Constitucional se reúne na Filadélfia; todos os estados, exceto Rhode Island, enviam delegados
- 13 de julho: Congresso aprova a Portaria do Noroeste
- 17 de setembro: A Convenção Constitucional é encerrada após concluir o trabalho na Constituição dos Estados Unidos
- 28 de setembro: O Congresso vota para transmitir a proposta de Constituição aos 13 estados para ratificação

1788
- 2 de julho: O presidente do Congresso, Cyrus Griffin, informa ao Congresso que New Hampshire ratificou a Constituição e observa que é a nona ratificação, permitindo assim o estabelecimento do novo governo
- 8 de julho: Um comitê é formado para examinar todas as ratificações recebidas e desenvolver um plano para colocar a nova Constituição em operação.
- 13 de setembro: O Congresso certifica que a nova constituição foi devidamente ratificada e define a data para a primeira reunião do novo governo federal e a eleição presidencial
- 10 de outubro: A última sessão durante a qual o Congresso Continental conseguiu atingir um quórum; e aprova sua última ordenança
- 15 de novembro: Cyrus Griffin, o 10º presidente do Congresso sob os Artigos da Confederação, renuncia

1789
- 2 de março: A última reunião do Congresso Continental, realizada na Taverna Fraunces, é adiada sine die; Philip Pell é o único membro presente
- 4 de março: Primeira sessão do 1º Congresso dos Estados Unidos começa no Federal Hall
- 30 de abril: George Washington empossado como primeiro presidente dos Estados Unidos
- 23 de julho: Charles Thomson transmite ao presidente Washington sua renúncia ao cargo de Secretário do Congresso
- 25 de julho: De acordo com as instruções do presidente Washington, "os livros, registros e papéis do falecido Congresso, o Grande Selo da União Federal e o Selo do Almirantado" são entregues a Roger Alden, vice-secretário do novo Congresso, que havia sido designado pelo presidente Washington como guardião por enquanto